# Volume 4 (Black Sabbath)
Volume 4 este al patrulea album al trupei britanice de heavy metal Black Sabbath, lansat în 1972. Numele original al albumului era Snowblind după una din cele câteva piese care fac referire la consumul de cocaină. Discul conține și câteva melodii clasice Sabbath cum ar fi "Tomorrow's Dream", "Snowblind", "Supernaut" și "Changes". 

## Tracklist
1. "Wheels of Confusion/The Straightener" (8:01)
2. "Tomorrow's Dream" (3:11)
3. "Changes" (4:44)
4. "FX" (1:43)
5. "Supernaut" (4:49)
6. "Snowblind" (5:33)
7. "Cornucopia" (3:54)
8. "Laguna Sunrise" (2:55)
9. "St. Vitus Dance" (2:29)
10. "Under The Sun/Every Day Comes and Goes" (5:52)

- Toate cântecele au fost scrise și compuse de Geezer Butler, Tony Iommi, Ozzy Osbourne și Bill Ward.

## Single-uri
- "Snowblind" (1972)
- "Tomorrow's Dream" (1972)
- "Supernaut" (1973)
- "Changes" (1973)

## Componență
- Ozzy Osbourne - voce
- Tony Iommi - chitară , pian , mellotron
- Geezer Butler - chitară bas
- Bill Ward - baterie